# みんなの地図
『みんなの地図』（みんなのちず）は、発売元ゼンリンとソニースタイル・ジャパンが共同で企画・開発し、2006年4月20日に発売されたPlayStation Portable用ソフト。
PSPとして初の地図ソフトでもあり、またCEROのレーティングで初めて「教育・データベース」の区分として発売されたソフトでもある。
本項ではシリーズの1作目「みんなの地図」について解説する。

## 機能
- L・Rボタンで地図が360°回る（名称は回らない）。
- 最大8段階の縮尺の切り替えができる。
- 住所・駅名から検索・表示ができる。
- 記録したい場所にアイコン表示・コメント書込みができ、別のPSPと交換ができる。
- ソニースタイルのECサイトから、ガイド情報を有料ダウンロードできた（現在はサービスを終了）。
- 住所・道路情報は2005年8月時点で、日本測地系に基づく。